# Bundestagswahlkreis Steinburg – Dithmarschen Süd
Der Wahlkreis Steinburg – Dithmarschen Süd (Wahlkreis 3) ist ein Bundestagswahlkreis in Schleswig-Holstein und umfasst neben dem Kreis Steinburg vom Kreis Dithmarschen die Stadt Brunsbüttel sowie die Ämter Burg-Sankt Michaelisdonn, Marne-Nordsee und Mitteldithmarschen. Außerdem gehören die Stadt Bad Bramstedt und das Amt Bad Bramstedt-Land aus dem Kreis Segeberg zum Wahlkreis.

## Geschichte
Der Wahlkreis Steinburg – Dithmarschen Süd hieß bei den Bundestagswahlen 1965 und 1969 Wahlkreis Steinburg – Süderdithmarschen. Er wurde für die Bundestagswahl 1965 aus dem ehemaligen Wahlkreis Steinburg und dem südlichen Teil des ehemaligen Wahlkreises Norder- und Süderdithmarschen neu gebildet. Er hatte bei den Wahlen 1965 bis 1972 die Nummer 4 und trägt seit der Bundestagswahl 1976 die Nummer 3. Von 1972 bis einschließlich 1998 wurde zwischen Dithmarschen und Süd ein Bindestrich gesetzt.
Das Gebiet des Wahlkreises bestand 1965 und 1969 aus dem Gebiet der Kreise Steinburg und Süderdithmarschen. Nach der Kreisreform in Schleswig-Holstein setzte sich der Wahlkreis für die Wahl 1972 wiederum aus dem Kreis Steinburg und dem südlichen Teil des neu gebildeten Kreises Dithmarschen zusammen. In dieser Form bestand der Wahlkreis bis 1998. Für die Bundestagswahl 2002 wurden schließlich die Gemeinde und das Amt Bad Bramstedt hinzugefügt.

## Wahlkreisabgeordnete
| Wahl | Abgeordneter | Abgeordneter             | Partei | Stimmen in % |
| ---- | ------------ | ------------------------ | ------ | ------------ |
| 1965 |              | Kai-Uwe von Hassel       | CDU    | 52,2         |
| 1969 | 50,8         | Kai-Uwe von Hassel       | CDU    |              |
| 1972 | 48,9         | Kai-Uwe von Hassel       | CDU    |              |
| 1976 | 48,4         | Kai-Uwe von Hassel       | CDU    |              |
| 1980 |              | Kurt Leuschner           | SPD    | 48,1         |
| 1983 |              | Dietrich Austermann      | CDU    | 51,4         |
| 1987 | 47,4         | Dietrich Austermann      | CDU    |              |
| 1990 | 48,3         | Dietrich Austermann      | CDU    |              |
| 1994 | 47,4         | Dietrich Austermann      | CDU    |              |
| 1998 |              | Cornelie Sonntag-Wolgast | SPD    | 48,8         |
| 2002 | 45,8         | Cornelie Sonntag-Wolgast | SPD    |              |
| 2005 |              | Rolf Koschorrek          | CDU    | 44,9         |
| 2009 | 39,8         | Rolf Koschorrek          | CDU    |              |
| 2013 |              | Mark Helfrich            | CDU    | 45,4         |
| 2017 | 41,9         | Mark Helfrich            | CDU    |              |
| 2021 | 29,2         | Mark Helfrich            | CDU    |              |
| 2025 | 35,0         | Mark Helfrich            | CDU    |              |

## Wahlergebnisse

### Bundestagswahl 2025
| Kandidaten                                             | Kandidaten                     | Parteien/Listen     | Erststimmen | Erststimmen | Zweitstimmen | Zweitstimmen |
| Kandidaten                                             | Kandidaten                     | Parteien/Listen     | Stimmen     | %           | Stimmen      | %            |
| ------------------------------------------------------ | ------------------------------ | ------------------- | ----------- | ----------- | ------------ | ------------ |
|                                                        | Hauke Christian Thießen        | SPD                 | 30.733      | 21,1        | 25.645       | 17,6         |
|                                                        | Mark Helfrichgewählt im WK     | CDU                 | 50.928      | 35,0        | 42.612       | 29,2         |
|                                                        | Fabian Arthur Friedrich Faller | GRÜNE               | 14.469      | 9,9         | 16.079       | 11,0         |
|                                                        | Michael Wamser                 | FDP                 | 5.647       | 3,9         | 7.447        | 5,1          |
|                                                        | Ralf Kirbach                   | AfD                 | 29.693      | 20,4        | 29.679       | 20,4         |
|                                                        | Tobias Braunsdorf              | Die Linke           | 8.709       | 6,0         | 9.684        | 6,6          |
|                                                        | —                              | SSW                 | –           | –           | 4.991        | 3,4          |
|                                                        | —                              | Die PARTEI          | –           | –           | 1.213        | 0,8          |
|                                                        | Jens Köster                    | FREIE WÄHLER        | 3.120       | 2,1         | 1.552        | 1,1          |
|                                                        | Marco Schulz                   | Volt                | 2.137       | 1,5         | 1.233        | 0,8          |
|                                                        | —                              | MLPD                | –           | –           | 45           | 0,0          |
|                                                        | —                              | BÜNDNIS DEUTSCHLAND | –           | –           | 236          | 0,2          |
|                                                        | —                              | BSW                 | –           | –           | 5.355        | 3,7          |
| Gesamt                                                 | Gesamt                         | Gesamt              | 145.436     | 100         | 145.771      | 100          |
|                                                        |                                |                     |             |             |              |              |
| Ungültige Stimmen                                      | Ungültige Stimmen              | Ungültige Stimmen   | 1.143       | 0,8         | 808          | 0,6          |
| Wähler                                                 | Wähler                         | Wähler              | 146.579     | 83,4        | 146.579      | 83,4         |
| Wahlberechtigte                                        | Wahlberechtigte                | Wahlberechtigte     | 175.816     |             | 175.816      |              |
|                                                        |                                |                     |             |             |              |              |
| Quellen: Die Bundeswahlleiterin, Kandidaten – Ergebnis |                                |                     |             |             |              |              |

### Bundestagswahl 2021
| Direktkandidat   | Partei           | Erststimmen in % | Zweitstimmen in % |
| ---------------- | ---------------- | ---------------- | ----------------- |
| Mark Helfrich    | CDU              | 29,2             | 24,3              |
| Karin Thissen    | SPD              | 29,2             | 27,7              |
| Wolfgang Kubicki | FDP              | 14,3             | 13,7              |
| Ingrid Nestle    | GRÜNE            | 12,4             | 14,2              |
| Jan Voigt        | AfD              | 7,7              | 8,4               |
| Michael Schilke  | DIE LINKE        | 3,2              | 3,3               |
| -                | Die PARTEI       | -                | 1,0               |
| Jens Köster      | FREIE WÄHLER     | 1,9              | 1,3               |
| -                | NPD              | -                | 0,1               |
| -                | ÖDP              | -                | 0,1               |
| -                | MLPD             | -                | 0,0               |
| Stefan Habermann | dieBasis         | 1,5              | 1,3               |
| -                | DKP              | -                | 0,0               |
| -                | du.              | -                | 0,1               |
| Mark Riemann     | LKR              | 0,2              | 0,1               |
| -                | Die Humanisten   | -                | 0,1               |
| -                | Tierschutzpartei | -                | 1,3               |
| -                | SSW              | -                | 2,5               |
| -                | Team Todenhöfer  | -                | 0,2               |
| -                | Volt             | -                | 0,2               |
| Robert Pilgrim   | V-Partei³        | 0,4              | 0,2               |

Neben dem direkt gewählten Mark Helfrich (CDU) konnten Wolfgang Kubicki (FDP) und Ingrid Nestle (Grüne) über ihre jeweiligen Landeslisten in den Deutschen Bundestag einziehen. Mark Helfrich gehört dem Bundestag bereits seit 2013 an, Wolfgang Kubicki von 1990 bis 1992, 2002 und seit 2017 und Ingrid Nestle von 2009 bis 2012 und seit 2017.

### Bundestagswahl 2017
| Direktkandidat(in) | Partei       | Erststimmen in % | Zweitstimmen in % |
| ------------------ | ------------ | ---------------- | ----------------- |
| Mark Helfrich      | CDU          | 41,9             | 36,2              |
| Karin Thissen      | SPD          | 26,1             | 22,7              |
| Ingrid Nestle      | GRÜNE        | 6,7              | 9,9               |
| Wolfgang Kubicki   | FDP          | 11,0             | 13,2              |
| Björn Thoroe       | DIE LINKE    | 5,5              | 6,7               |
| Rolf von Rhein     | AfD          | 7,6              | 8,5               |
| -                  | NPD          | -                | 0,4               |
| Helmut Unger       | FREIE WÄHLER | 1,0              | 0,8               |
| Christian Kölle    | MLPD         | 0,1              | 0,0               |
| -                  | BGE          | -                | 0,3               |
| -                  | ÖDP          | -                | 0,1               |
| -                  | Die PARTEI   | -                | 1,1               |

### Bundestagswahl 2013
Die Wahl zum 18. Deutschen Bundestag fand am 22. September 2013 statt. Der Wahlkreis Steinburg–Dithmarschen Süd hat bei der Bundestagswahl 2013 seinen bisherigen Zuschnitt unverändert beibehalten.
| Direktkandidat(in) | Partei           | Erststimmen in % | Zweitstimmen in % |
| ------------------ | ---------------- | ---------------- | ----------------- |
| Mark Helfrich      | CDU              | 45,4             | 41,9              |
| Karin Thissen      | SPD              | 34,0             | 30,0              |
| Wolfgang Kubicki   | FDP              | 5,1              | 6,2               |
| Eka von Kalben     | GRÜNE            | 5,1              | 7,6               |
| Marcel Mansouri    | LINKE            | 3,9              | 5,0               |
| Patrick Breyer     | PIRATEN          | 2,1              | 2,2               |
| Ulrike Trebesius   | AfD              | 3,6              | 4,4               |
| Hans-Günther Adler | NPD              | 0,8              | 0,8               |
|                    | Rentner          | -                | 0,4               |
|                    | Freie Wähler     | -                | 0,7               |
|                    | MLPD             | -                | 0,0               |
|                    | Tierschutzpartei | -                | 0,7               |

### Bundestagswahl 2009
Bei der Bundestagswahl 2009 waren 177.604 Einwohner wahlberechtigt; die Wahlbeteiligung betrug 72,3 %.
| Direktkandidat(in)     | Partei         | Erststimmen in % | Zweitstimmen in % | Bundestagswahl 2005 Zweitstimmen in % |
| ---------------------- | -------------- | ---------------- | ----------------- | ------------------------------------- |
| Rolf Koschorrek        | CDU            | 39,8             | 34,7              | 39,0                                  |
| Jörn Thießen           | SPD            | 29,8             | 25,0              | 36,3                                  |
| Jürgen Koppelin        | FDP            | 12,8             | 17,5              | 10,7                                  |
| Bernd Voß              | GRÜNE          | 8,5              | 10,3              | 6,6                                   |
| Dieter Cwielong        | LINKE          | 7,1              | 7,8               | 4,6                                   |
| Helmut Günter Radunski | NPD            | 1,3              | 1,2               | 1,2                                   |
| Jürgen Peter           | Einzelbewerber | 0,6              | —                 | —                                     |
| —                      | MLPD           | —                | 0,0               | 0,1                                   |
| —                      | PIRATEN        | —                | 2,0               | —                                     |
| —                      | RENTNER        | —                | 1,3               | —                                     |

Das Direktmandat gewann mit 39,8 % Rolf Koschorrek, Jürgen Koppelin zog über Listenplatz 1 der FDP ebenfalls wieder ein.